# Robert Cordier (graveur)
Pour les articles homonymes, voir Robert Cordier et Cordier (homonymie).
Robert Cordier est un graveur français du XVIIe siècle.

## Biographie
Il est originaire d'Abbeville, comme l'indique sa signature R.Cordier Abbavil. sculpsit. Il est le frère de Louis Cordier, aussi graveur.
Il est mort avant février 1673, peut-être en 1668.
Il est cité dans le Livre des peintres de Michel de Marolles :
En beaux-arts Abbeville est sans doute feconde,
En ecrivains encore elle eut Jacques de His,
Avec Robert Cordier honorant son païs
Qui de sa belle lettre agrée à tout le monde.

## Œuvres

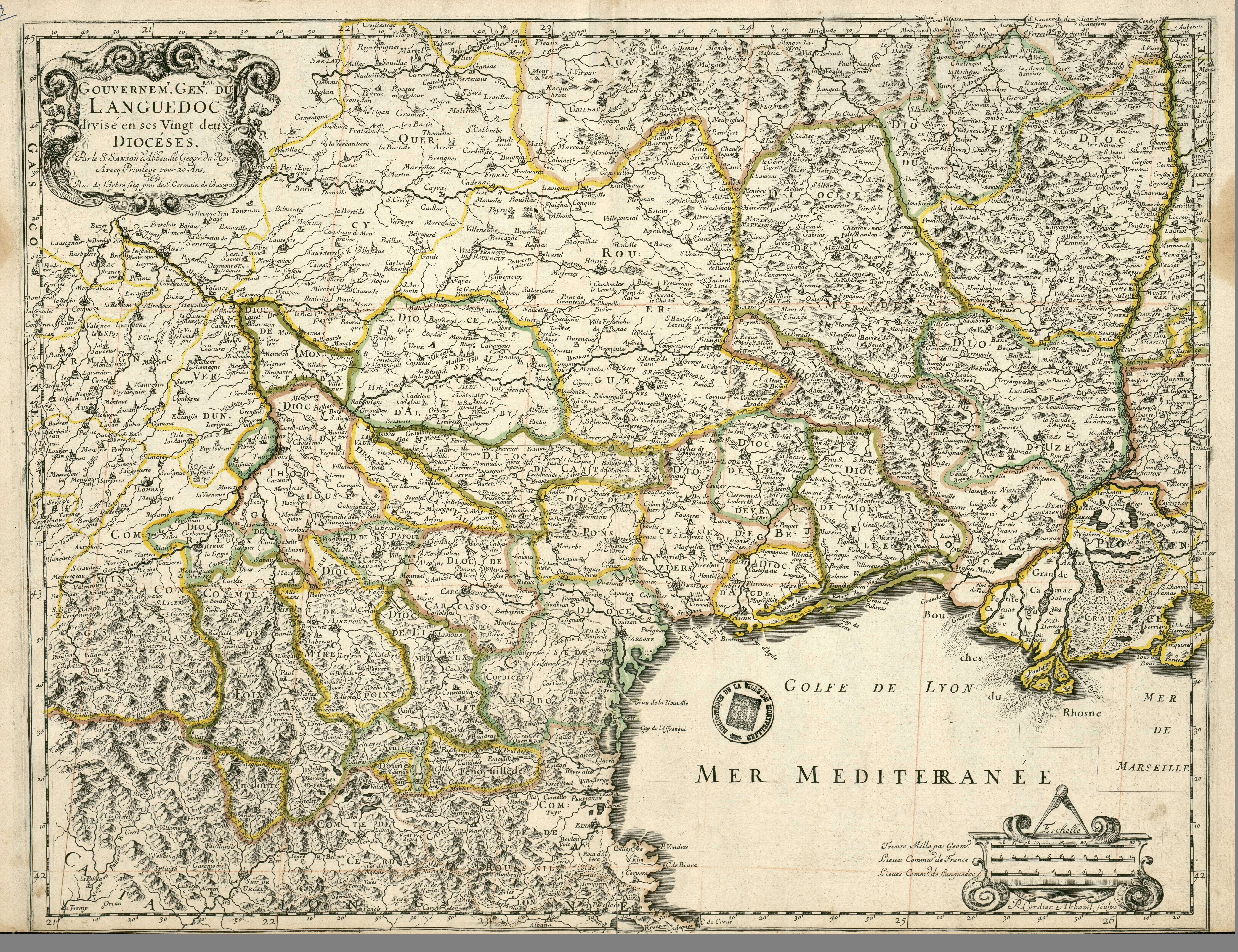
Carte du Gouvernement général du Languedoc, gravée par Robert Cordier (Paris, 1651). BM de Montpellier.

Tout comme son frère Louis, Robert Cordier a surtout gravé des cartes géographiques, la plupart établies par Nicolas Sanson, aussi originaire d'Abbeville. L'inventaire de Weigert en dénombre une cinquantaine, publiées entre 1644 et 1667. Voir sur Europeana de nombreuses cartes tracées de sa main, éditées au XVIIe siècle ou rééditées plus tard.
De plus, il a gravé plusieurs recueils d'exemples de maîtres écrivains contemporains, pour lesquels il était réputé avoir une main très sûre. On connaît ceux de
- Louis Barbedor en 1647,
- Philippe Limosin entre 1646 et 1651,
- Jean Petré en 1647,
- Louis Du Miny en 1647-1648,
- Jacques Raveneau en 1647,
- Jean Alais de Beaulieu en 1648, et son portrait,
- Jacques de His (d'après une mention de Marolles).